# Scotochroa basalis
Scotochroa basalis is een keversoort uit de familie zwamspartelkevers (Melandryidae). De wetenschappelijke naam van de soort werd in 1874 gepubliceerd door John Lawrence LeConte.